# Briefmarken des Sudetenlands
Die Briefmarken des Sudetenlandes waren nur für kurze Zeit vom 21. September 1938, acht Tage vor dem Münchner Abkommen, bis zu einem Runderlass der Oberpostdirektion Dresden am 19. Oktober 1938 im Verkauf.

## Geschichte
Die aus dem Sudetenland abziehenden tschechischen Truppen nahmen alle Wertgegenstände, Briefmarken und teilweise Stempel mit. Die Reichspost war noch nicht zuständig und dennoch musste der Postverkehr aufrechterhalten bleiben. Deshalb wurde durch die Sudetendeutsche Partei (SdP) eiligst der Postbetrieb organisiert. Bis zum Eintreffen genügender Bestände deutscher Briefmarken wurden durch die SdP bzw. im Auftrag der SdP (als einzige Exekutive in dieser Interimszeit) vorgefundene tschechische Briefmarken mit einem Aufdruck versehen und an den Postschaltern verkauft.
Im Zuge der Sudetenkrise räumten tschechische Truppen einige deutschsprachige Gegenden bereits vor der Unterzeichnung des Münchner Abkommens vom 29. September 1938, weshalb die SdP in den Bereichen Asch und Rumburg schon am 21. September mit der Ausgabe dieser Briefmarken begann.
Da die Frankaturgültigkeit nur wenige Tage bestand und nur vorgefundene geringe Restbestände an tschechischen Briefmarken überdruckt wurden, kam es zu sehr geringen Auflagezahlen. Amtliche Sudetenland-Briefmarken gehören deshalb zu den größten Seltenheiten der deutschen Philatelie. Wie viele dieser Briefmarken den Krieg überstanden haben, lässt sich bei dieser geringen Auflage nur erahnen.

## Amtliche Ausgaben
Es gibt nur sieben amtliche Ausgaben, die von der SdP autorisiert ausgegeben wurden. Diese sind:
- Asch heute Aš
- Karlsbad heute Karlovy Vary
- Konstantinsbad heute Konstantinovy Lázně
- Niklasdorf heute Mikulovice
- Reichenberg heute Liberec
- Maffersdorf heute Vratislavice nad Nisou
- Rumburg heute Rumburk

Früher wurden die Briefmarken von Reichenberg und Maffersdorf als eine Ausgabe betrachtet, da die Aufdrucke ähnlich waren. Die Überdruckstempel lassen sich jedoch unterscheiden. Da die Ausgabepreise, die Auflagenhöhe und der Verwendungszweck der vereinnahmten Erlöse unterschiedlich waren, sind diese Marken korrekterweise unterschiedliche Ausgaben.
Die in anderen Orten überdruckten Briefmarken waren von der SdP als Exekutive nicht legitimiert. Sie sind deshalb keine amtlichen Ausgaben, sondern nur private Erinnerungsdrucke ohne postalische Bedeutung.

## Besonderheiten und Abarten
Obwohl in größter Eile diese Briefmarken überdruckt wurden, wurde sehr sorgfältig gearbeitet. Dennoch kam es zu einigen Besonderheiten wie vertauschte Aufdruckfarbe, vertauschte Aufdrucktype, Kopfsteher oder seitenverkehrte Aufdrucke. Diese Abarten sind extrem rar. Es dürften nur jeweils eine Handvoll existieren, oftmals sind dies sogar Unikate.